# アポロA-001

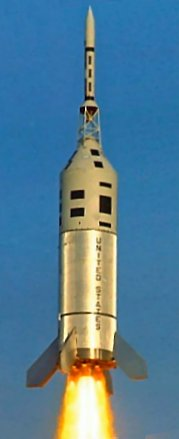
飛行中のリトル・ジョーII ロケット

アポロA-001とはアメリカ合衆国のアポロ計画において、2度目に行われた緊急脱出用ロケット（launch escape system, LES）の発射実験である。

## 目的
A-001の目的は、より過酷な条件下でLESが正常に作動して司令船を安全に分離させることができるかということを試験するためのものであった。前回のテスト（アポロPAT-1）では、地上に設置した発射台から打ち上げられたが、今回は遷音速で飛行するロケットから空中で分離させようというものである。
LES試験のために徹底的に経費を削減して開発されたリトル・ジョーII ロケットは、今回が2回目の飛行であった。上段にLESと模擬のアポロ司令・機械船の模型を搭載し、アルゴル（Algol）固体燃料ロケット1基と、補助ロケット6基で推力を発生させた。

## 飛行
強風のため予定よりも24時間遅れたが、A-001は1964年5月13日13時00分01秒（UTC）に発射された。上昇の途中で、地上の管制官が信号を送りロケットを爆破し、同時にLESが点火されて司令船を分離した。この際、司令船底部の耐熱保護シールドが若干のダメージを負った。44秒後にLESの投棄用ロケットが点火され、司令船と問題なく分離された。
着陸の際、パラシュートの1基がからまって展開しなくなってしまったため投棄されたが、問題はなかった。司令船は3基のパラシュートのうちの1基に問題が発生しても、残りの2基で安全に帰還できるよう設計されているのである（ずっと後のアポロ15号で実際にそのような事態が起こったが、飛行士たちは無事だった）。ちなみにパラシュート3基が展開したときの着陸速度は秒速7.3 m（時速26 km）で、2基の場合は秒速7.9 m（時速28 km）から9.1 m（時速33 km）である。
司令船は350.2秒後に発射地点から6.82 km離れた場所に着陸した。到達高度は9.08 kmであった。パラシュートの故障を除けば、すべての実験は成功した。